# Verzadigd vet
Verzadigd vet is een vet dat een hoog gehalte aan verzadigde vetzuren bevat.
Er bestaat ook onverzadigd vet, dit bevat een hoog gehalte aan onverzadigde vetzuren. Een vet is een triglyceride, dat wil zeggen dat het bestaat uit een glycerolmolecuul en drie vetzuurmoleculen.
In de praktijk is elk vet een mengsel van verzadigde en onverzadigde vetten, het ene vet bevat meer verzadigde, het andere meer onverzadigde vetten. Om praktische redenen wordt bijna nooit naar de verzadiging van het vet gekeken, maar naar de verhouding tussen het voorkomen van de verschillende vetzuren.

## Gezondheid
Verzadigde vetten zijn belangrijk voor zowel voeding als voor de gezondheid. Verzadigde vetten verhogen het cholesterolgehalte (het 'slechte' maar ook het 'goede'). Enkel- en meervoudig onverzadigde vetten helpen volgens het Voedingscentrum het cholesterolgehalte laag te houden. Verzadigd vet zorgt ervoor dat uit linoleenzuur (uit lijnzaad of chia) meer EPA- en DHA-vetzuren kunnen worden gemaakt.
Alle wetenschappelijke richtlijnen zijn het erover eens dat er matige bewijskracht is om te stellen dat consumptie van verzadigd vet geassocieerd is met een hoger risico op cardiovasculaire ziekte. Het is niet bewezen dat een gezond dieet beperkt is qua hoeveelheid verzadigde vetten.
Een Europese studie uit 2019, de EPIC-CVD-studie, heeft bevestigd dat verzadigde vetten uit rood vlees en boter de kans op hart- en vaatziekten zouden doen toenemen, terwijl verzadigde vetten afkomstig van vis, yoghurt en kaas de kans zouden doen dalen. Hierbij wordt aangetoond dat men niet klakkeloos mag stellen dat verzadigde vetten slecht voor de gezondheid zouden zijn, maar dat ook de bron waaruit ze afkomstig zijn in acht dient te worden genomen. Voorts moet ook gekeken worden naar het algehele voedingspatroon.

## Voedingswaardedeclaratie
Op de verpakking van levensmiddelen staat een voedingswaardedeclaratie afgedrukt. Hierin is het vetgehalte en vaak ook het gehalte aan verzadigd vet terug te vinden.

## Voorkomen
Verzadigde vetten komen van nature vooral in dierlijk vetweefsel of melk voor, maar ook in bepaalde soorten plantaardige olie, zoals onder anderen palmolie, palmpitolie, kokosolie en cacaoboter. Daarnaast is het mogelijk om onverzadigde vetzuren (vloeibare oliën) kunstmatig te harden door middel van hydrogenatie. Hierbij worden de onverzadigde vetzuren (deels of volledig) omgezet in verzadigde vetzuren. Wanneer dit onvolledig gebeurt, ontstaat transvet. Van dit kunstmatig gevormde transvet is echter wel vastgesteld dat het een nadelig effect heeft op de gezondheid. Het geeft onder anderen chronisch verhoogde insulinewaarden, wat een verhoogde kans op diabetes veroorzaakt.